# Улица Симонова (Санкт-Петербург)
Улица Си́монова — улица в Выборгском районе Санкт-Петербурга, по проекту проходит от проспекта Просвещения до Суздальского проспекта, фактически — от проспекта Просвещения до улицы Прокофьева.

## История
Улица получила название 4 июля 1977 года в честь Н. К. Симонова — советского актёра театра и кино, народного артиста СССР, актёра Александринского театра. Название стало частью местной топонимической концепции, посвящённой деятелям отечественной культуры и искусства. Улица застраивалась в 1970—1980-х годах девятиэтажными домами.
До конца 1980-х годов по улице можно было проехать до Суздальского проспекта, который тогда фактически являлся подъездной дорогой. В конце 1980-х — начале 1990-х годов в створе улицы Симонова между улицей Прокофьева и Суздальским проспектом была организована свалка автомашин (так называемое кладбище автомобилей). Позже свалка была ликвидирована и проезд снова стал возможен. В середине — конце 1990-х годов в створе улицы была организована платная автостоянка, а близлежащие территории взяли себе салоны; таким образом сквозной проезд до Суздальского проспекта стал вновь невозможен.
В 2007—2011 годах Суздальский проспект прошёл реконструкцию. В ходе работ был оборудован перекрёсток с улицей Симонова: сделали поворот, поставили знаки, указатели и светофоры. Однако саму улицу до Суздальского проспекта не продолжили. В 2015 году власти пояснили, что «перспективное подключение улицы Симонова к Суздальскому проспекту» было заложено в проект по требованию ГИБДД, но в обозримом будущем строительство участка улицы не начнётся.
В 2022 году стало известно, что недостающий участок улицы Симонова за свой счёт построит группа RBI.

## Пересечения
- Проспект Просвещения
- Улица Шостаковича
- Улица Прокофьева
- Суздальский проспект

## Транспорт
Ближайшие станции метро — «Проспект Просвещения» и «Парнас».
По улице проходят следующие маршруты социальных автобусов:№ 80, 113, 121, 123, 143, 180, 199, 397.

## Общественные здания
- ГБОУ средняя общеобразовательная школа № 94
- ГБОУ средняя общеобразовательная школа № 558 с углубленным изучением математики
- ГБДОУ детский сад № 129
- СПб ГБУЗ городская поликлиника № 117
- СПб ГБУЗ детская городская поликлиника № 63
- Супермаркет «Перекресток»
- Супермаркет «Верный»
- Гипермаркет «Лента»